# Alexandra Reimann
Alexandra Reimann (* 3. September 1974) ist eine ehemalige deutsche Fußballspielerin.

## Karriere
Reimann kam von 1991 bis 1994 für Grün-Weiß Brauweiler als Abwehrspielerin in der Gruppe Nord der seinerzeit zweigleisigen Bundesliga zum Einsatz.
Mit Platz zwei am Ende ihrer Premierensaison nahm sie mit ihrer Mannschaft, dem Bundesliganeuling und – wie sich später herausstellen wird – als stärkster Aufsteiger aller Zeiten, an der Endrunde um die Deutsche Meisterschaft teil. Mit dem 3:2-Sieg im Gesamtergebnis – nach Hin- und Rückspiel – über den FSV Frankfurt erreichte Grün-Weiß Brauweiler das Finale. Das am 28. Juni 1992 im Siegener Leimbachstadion ausgetragene Finale um die Deutsche Meisterschaft wurde jedoch mit 0:2 gegen den TSV Siegen verloren; sie kam für Gabriele Walek ab der 58. Minute ins Spiel. Im Wettbewerb um den Vereinspokal unterlag ihre Mannschaft im Halbfinale dem FSV Frankfurt mit 4:5 im Elfmeterschießen.
In der Folgesaison wurde die Gruppe Nord erneut als Zweiter abgeschlossen, in der Endrunde um die deutsche Meisterschaft unterlag ihre Mannschaft beim TuS Niederkirchen mit 4:5 im Gesamtergebnis – nach Hin- und Rückspiel – im Halbfinale. Das im Olympiastadion Berlin am 12. Juni 1933 vor 10.000 Zuschauern als Vorspiel zum Männerfinale ausgetragene Finale, in dem sie jedoch nicht zum Einsatz kam, wurde ebenfalls knapp und erst im Elfmeterschießen mit 5:6 verloren.
In ihrer letzten Saison belegte Grün-Weiß Brauweiler erneut Platz zwei in der Gruppe Nord und erreicht am 19. Juni 1994 das in Pulheim ausgetragene Finale. Vor 2600 Zuschauern unterlag sie auf der Sportanlage am Freibad Stommeln dem TSV Siegen – in der 86. Minute für Sandra Hengst eingewechselt – mit 0:1. Zuvor jedoch, am 14. Mai 1994, gehörte sie der Mannschaft an, die das Pokalfinale in Berlin mit 2:1 gegen den TSV Siegen erfolgreich gestalten konnte; dabei wurde sie in der 79. Minute für Andrea Klein eingewechselt.

## Erfolge
- Finalist Deutsche Meisterschaft 1992, 1994
- DFB-Pokal-Sieger 1994, -Finalist 1993